# Indohya caecata
Indohya caecata es una especie de arácnido del orden Pseudoscorpionida de la familia Hyidae.

## Distribución geográfica
Se encuentra en la India.